# (3900) Knežević
(3900) Knežević – planetoida z pasa głównego asteroid okrążająca Słońce w ciągu 3 lat i 239 dni w średniej odległości 2,37 j.a. Odkrył ją Edward Bowell 14 września 1985 roku w stacji Anderson Mesa należącej do Lowell Observatory. Nazwa planetoidy pochodzi od Zorana Kneževicia (ur. 1949), serbskiego astronoma. Przed jej nadaniem planetoida nosiła oznaczenie tymczasowe (3900) 1985 RK.